# Jean-Pierre Lacroix (diplomat)
Jean-Pierre Lacroix, född 2 maj 1960, är en fransk diplomat. 
Lacroix har studerat vid högskolan École nationale d’administration och har en examen från Handelshögskolan École supérieure des sciences économiques et commerciales (ESSEC) och från Institutet för politiska studier (Sciences Po Paris). Lacroix har även examina i statsvetenskap och juridik.
Lacroix var under åren 2011–2014 Frankrikes ambassadör i Sverige. Han har tidigare varit ambassadråd i Washington och Prag men placeringen i Stockholm var hans första som huvudansvarig. Lacroix har tidigare arbetat på FN i New York. 2014 ersattes han på posten av ambassadören Jacques Lapouge.
2013 var Lacroix sommarvärd i Sommar i P1.